# Jordan 192
La Jordan 192 è una vettura di Formula 1 costruita e impiegata dalla Jordan Grand Prix nella stagione 1992. Progettata da Gary Anderson, venne guidata da Stefano Modena e Maurício Gugelmin.

## Preparazione della stagione
La stagione 1991 si era rivelata estremamente positiva per la Jordan dal punto di vista dei risultati: la squadra aveva concluso il campionato costruttori al quinto posto ed era risultata la migliore tra i team esordienti in Formula 1. 
Nonostante ciò, la situazione finanziaria non si era mantenuta altrettanto brillante: al termine del campionato 1991 i due sponsor principali 7 Up (gruppo Pepsi) e Fujifilm decisero di non rinnovare i contratti in essere. Eddie Jordan riuscì tuttavia ad accordarsi con la compagnia petrolifera sudafricana Sasol, che divenne il nuovo sponsor principale della squadra, garantendo i fondi necessari per partecipare al campionato e un budget di circa 20 milioni di dollari per l'intera stagione, che permise di aumentare l'organico a 51 unità.

## La vettura
Il progetto della Jordan 192 prese le mosse da quello della precedente 191: particolare attenzione venne dedicata al miglioramento dell'efficienza aerodinamica e della struttura delle sospensioni; la vettura non poté però dotarsi dei più moderni congegni elettronici utilizzati dalle squadre di vertice, in particolar modo le sospensioni attive, data la mancanza delle risorse necessarie per effettuare un investimento così oneroso. Come l'anno precedente, fu utilizzato il sistema CAD per la progettazione della monoposto, alla quale si dedicarono sei persone: tra di esse Gary Anderson coordinò i tecnici, Andrew Green si occupò delle sospensioni e Mark Smith della trasmissione.

### Motore

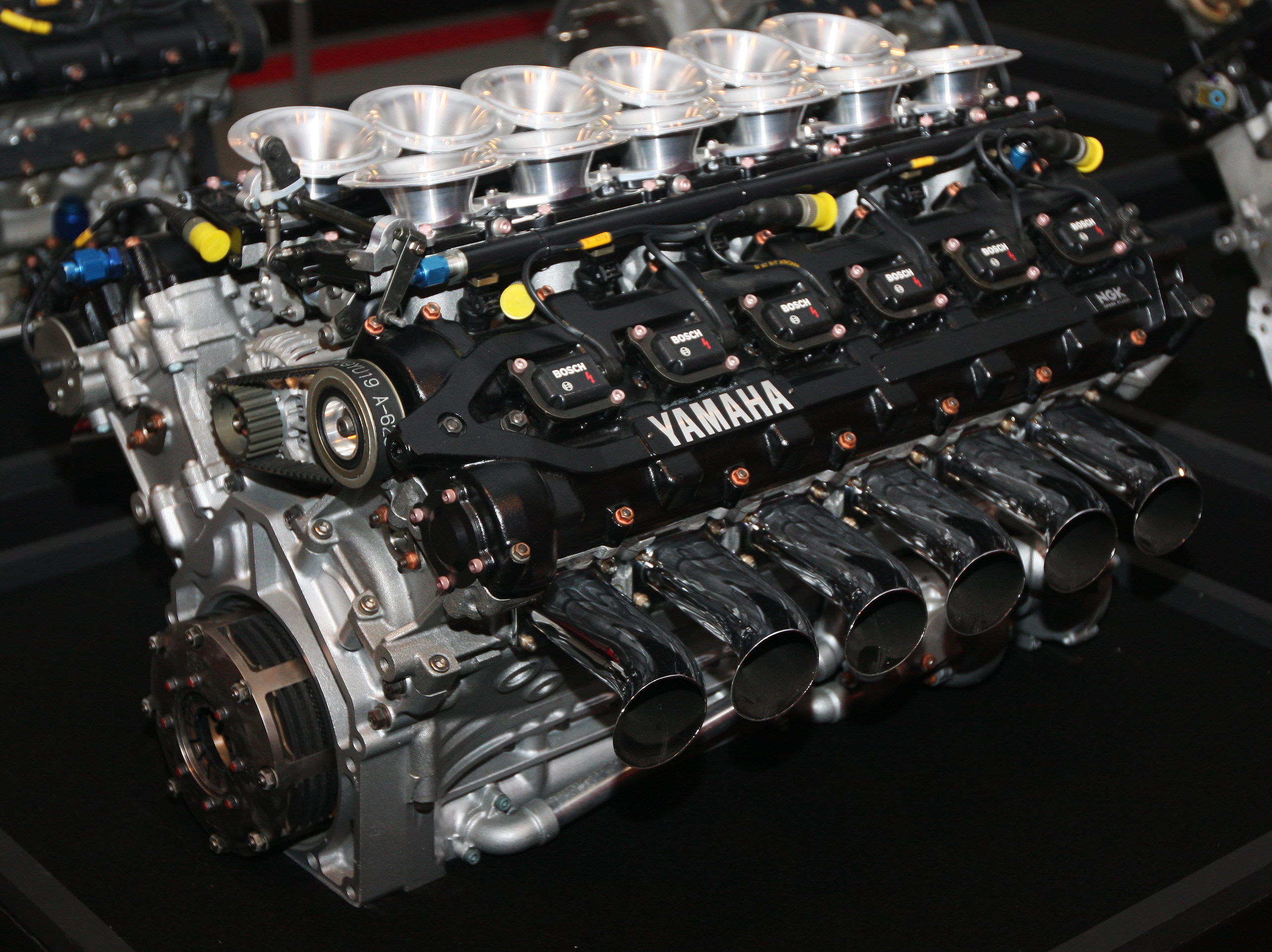
Il motore Yamaha OX99 utilizzato dalla Jordan nel 1992

La novità più rilevante era senz'altro legata al cambio di propulsore: non essendo riuscito a rinnovare l'accordo con la Ford-Cosworth (che nel frattempo aveva scelto di puntare con decisione sulla Benetton, riservando quindi alle altre squadre materiali molto meno performanti), Jordan firmò un contratto di fornitura gratuita della durata di quattro anni con la Yamaha Motor Company, che mise a disposizione il proprio motore V12 OX99 da 3500 cm³.
Il cambio di fornitura del motore, avvenuto mentre i tecnici avevano già iniziato a lavorare alla nuova monoposto, mise questi ultimi in difficoltà: il V12 oltre a essere più voluminoso rispetto al V8 Ford era anche più pesante di circa 30 chili. Ciò costrinse a rivedere frettolosamente il bilanciamento e la fluidodinamica della vettura: in particolare il propulsore venne spostato in posizione leggermente più avanzata rispetto alla 191 e il serbatoio del carburante venne reso meno capiente.

### Cambio
La nuova monoposto venne dotata di un cambio a 7 rapporti semiautomatico, in luogo di quello manuale usato sulla 191. Era in progetto anche lo studio di un cambio totalmente automatico, che però non venne mai adottato.

## La stagione
Fin dalle prime uscite la 192 si rivelò un sostanziale passo indietro rispetto alla 191: l'aspetto più problematico era legato alla messa a punto del propulsore Yamaha, che oltre a non armonizzarsi al meglio con un progetto pensato per un motore V8, era un'unità motrice fragile, dispendiosa nei consumi e tendente al surriscaldamento
In confronto alla positiva stagione inaugurale, il 1992 si rivelò molto deludente per la Jordan: Gugelmin si ritirò in sette delle prime nove gare e Modena mancò per quattro volte la qualificazione, non riuscendo inoltre a concludere una gara fino a Spa. Solo al Gran Premio conclusivo, in Australia, la Jordan riuscì a conquistare il suo unico punto iridato, grazie al sesto posto ottenuto da Modena, che valse alla scuderia l'undicesimo posto nella classifica costruttori.
A fronte di tale magro bottino, Eddie Jordan risolse anzitempo il contratto con Yamaha, accordandosi per la stagione 1993 con la Hart.

### Risultati completi
| Anno | Team                | Motore      | Gomme | Piloti   |    |     |     |     |     |     |     |     |     |    |     |    |     |     |     |     | Punti | Pos. |
| ---- | ------------------- | ----------- | ----- | -------- | -- | --- | --- | --- | --- | --- | --- | --- | --- | -- | --- | -- | --- | --- | --- | --- | ----- | ---- |
| 1992 | Sasol Jordan Yamaha | Yamaha OX99 | G     | Modena   | NQ | Rit | Rit | NQ  | Rit | Rit | Rit | Rit | Rit | NQ | Rit | 15 | NQ  | 13  | 7   | 6   | 1     | 11º  |
| 1992 | Sasol Jordan Yamaha | Yamaha OX99 | G     | Gugelmin | 11 | Rit | Rit | Rit | 7   | Rit | Rit | Rit | Rit | 15 | 10  | 14 | Rit | Rit | Rit | Rit | 1     | 11º  |